# Supermercat

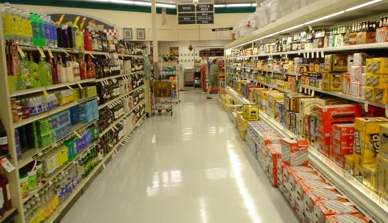
Supermercat

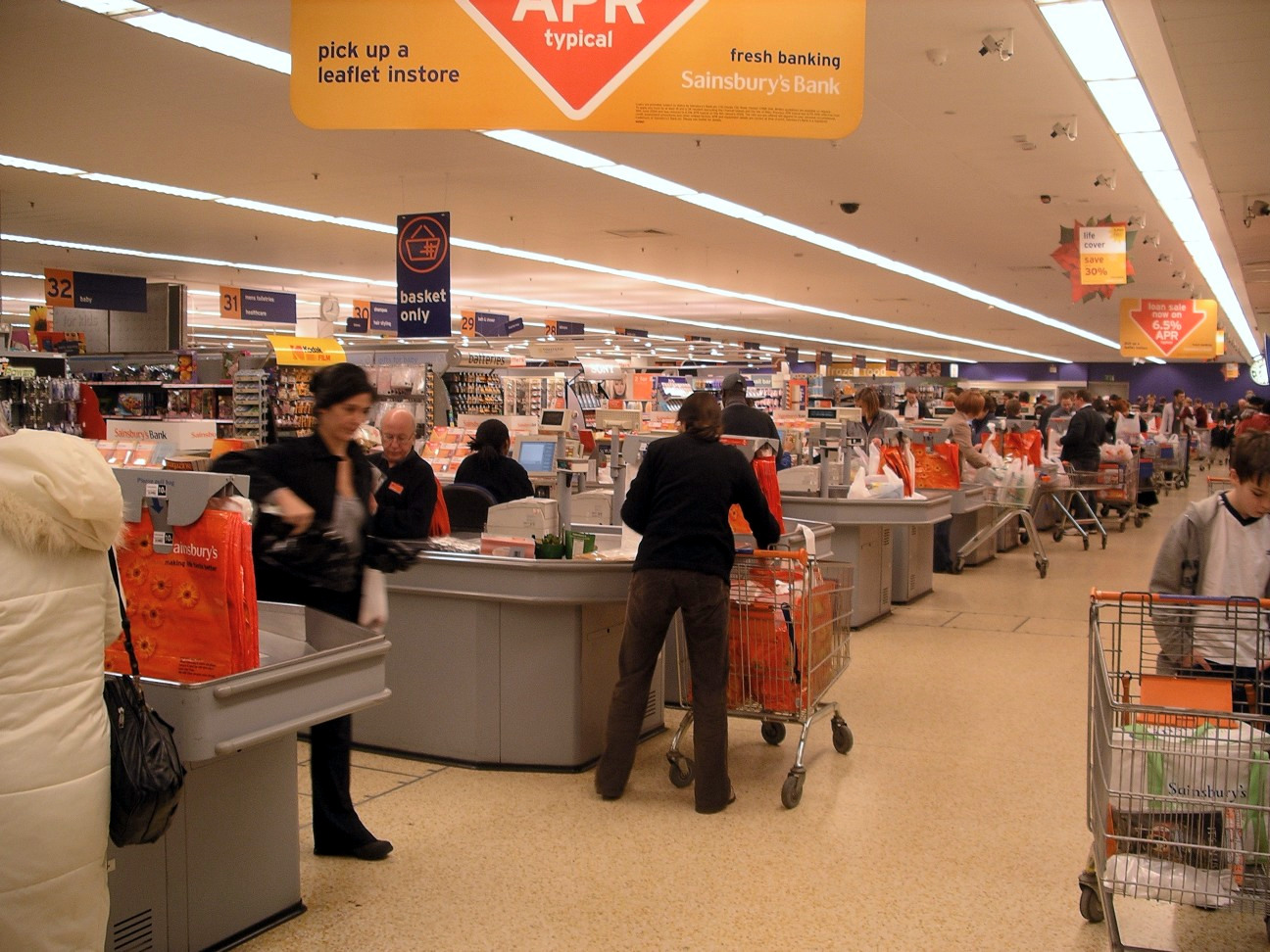
Caixes per pagar a la sortida del supermercat

Un supermercat és una botiga a la qual es venen productes variats, que solen incloure menjar (ultramarins, fruita i verdura fresca, congelats, carn, peix, etc.), productes d'higiene i de neteja i de vegades fins i tot electrodomèstics o roba. Es diferencia d'una botiga de queviures o d'ultramarins sobretot en la seva mida, que sol ser més gran, i d'un mercat en què els diferents tipus de productes els ven el mateix establiment i es paguen tots junts al final. Alguns formen part de franquícies. Els supermercats són als pobles i a les ciutats mentre que els hipermercats són de dimensions molt més grans i solen ser a les carreteres (o a les autopistes i autovies), o actualment sovint en grans centres comercials en els quals també sol haver-hi locals restauració i cinemes, per exemple, que sovint també es troben en carreteres o autovies, als afores dels municipis.
Els clients que entren a un supermercat generalment el recorren amb un carret o cistella, en el qual van guardant els productes que volen comprar. Els productes estan distribuïts per seccions: ultramarins, aliments frescos, aliments congelats, begudes, etc. Aquestes seccions, al seu torn, s'organitzen en passadissos classificats per la seva naturalesa:galetes, cereals, fruites, carns, etc. El client o la clienta fa el pagament de la compra a la caixa que estiga situada a les sortides de l'establiment.
La distribució de seccions és molt similar en tots els supermercats. La intenció és que el client hi faci el recorregut més ampli possible de manera que els productes de primera necessitat s’hi col·loquen en diferents punts i, generalment, allunyats de l'entrada: carn, peix, fruita i llegums, joguines, pa, llet, aigua, etc.
Els mobles amb prestatges on s'exposen els productes es denominen góndola i el seu lateral, capçalera de góndola. Per la seva banda, els productes congelats i lactis s'exposen en arcons frigorífics. La part del màrqueting que s'ocupa de les tècniques d'optimització de venda de productes en una superfície d'autoservei es denomina marxandatge.
El setembre de 2012, Sorli Discau instal·là el primer supermercat virtual d'Europa a l'estació de Sarrià dels Ferrocarrils de la Generalitat de Catalunya, a Barcelona.